# Myocron persimile
Myocron persimile är en stekelart som först beskrevs av Szepligeti 1914.  Myocron persimile ingår i släktet Myocron och familjen bracksteklar. Inga underarter finns listade i Catalogue of Life.